# جداجد متباعدة الأرجل
جداجد متباعدة الأرجل أو جداجد الكثبان (الاسم العلمي: Schizodactylidae)، فصيلة حشرات من رتبة مستقيمات الأجنحة. أعطانها في أفريقيا وآسيا، وعادًة ما توجد في المناطق الصحراوية والرملية. بعض أنواعه مفترسة.